# 普罗透斯
普罗透斯（Πρωτεύς / Proteus）是希腊神话中的一个早期海神，荷马所称的“海洋老人”之一。他的名字可能有“最初”的含义，因为希腊文"protogonos"表示“最早出世的”。最初并没有提及他的家系，直到后来的神话学者才将他归为奥林匹斯神波塞冬的后代，或者是涅柔斯和多里斯之子，或是俄刻阿诺斯同一个放牧海豹的奈阿得斯所生。他有预知未来的能力，但他经常变化外形使人无法捉到他：他只向逮到他的人预言未来。

## 神话

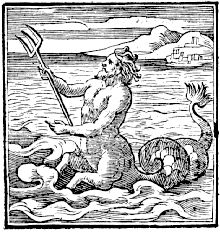
普罗透斯

根据荷马的《奥德赛》（4:412），“海洋老人”普罗透斯住在尼罗河三角洲海岸外的法罗斯岛（以亚历山大灯塔而闻名）上，驯牧着海上的野兽为生。在《奥德赛》的一个场景中，墨涅拉奥斯向来访的忒勒玛科斯讲述了他在法罗斯岛上的经历。因为在从特洛伊回程前触怒了众神，他的船被迫停滞在岛上。那里他遇见了普罗透斯的女儿埃多泰娅（Eidothea），她告诉他如果他能够抓到她的父亲，他就能够迫使后者说出自己身陷困境的原因，并且还能得晓将来发生的事情。每天中午，普罗透斯都会从海中出现，将海豹赶到岛上的岩洞里午休，埃多泰娅教给他如何制服父亲的方法，还给了他一些海豹皮作为伪装，他和几个手下就混入了海豹群。当普罗透斯沉睡过去后，他突然跳起掐住这个善变的神灵，不管他变成了狮子还是蛇、豹、猪、甚至树和流水，他就是不松手。最后，普罗透斯终于投降，向他揭示了他所要的信息，告诉他他启程前没有祭祀众神，触怒了他们；还预言他的兄弟阿伽门农将在回家时被妻子的情夫埃吉斯托斯谋害；小埃阿斯遇上了海难已经身亡；而奥德修斯则搁浅在了卡吕普索的岛上。
另一个故事讲到阿波罗的儿子阿里斯泰奧斯的蜜蜂有一天全部患病死去，他找到母亲昔兰尼求救。她告诉他普罗透斯可以教他如何对付这种疾病，但只有在被逼迫的情况下他才会吐露这个秘密。阿里斯泰奧斯用墨涅拉奥斯同样的方法抓住了普罗透斯，迫使他说出了秘密：应该用12种动物祭祀众神，将它们的骸骨留在神殿内，过三天再重返。当阿里斯泰奥斯三天之后返回这里，发现一具骨骸中生出了一窝蜜蜂，于是将它带回了自己的蜂房。这些蜜蜂再也没有被疾病侵扰过。
普罗透斯的后代有厄多忒亚（女神的形象）、波吕戈诺斯（Polygonos）和忒勒戈诺斯，后两位都挑战过赫拉克勒斯，均命丧其手。普罗透斯的妻子具名不详，有人认为她称作托罗涅（Torone）。